# Der Herr mit der schwarzen Melone
Der Herr mit der schwarzen Melone (Alternativtitel: Hochstapler für drei Tage) ist eine Schweizer Kriminalkomödie von Karl Suter aus dem Jahre 1960.

## Handlung
Hugo Wiederkehr hat als pflichtbewusster Bankangestellter mit allerlei Kundschaft zu tun. Unter anderem auch mit dem Industriellen Meissen und seiner hübschen Tochter Christine, in die er sich verliebt. Sie bleibt aber unerreicht, da sie einer anderen Gesellschaftsschicht angehört. Daneben betätigt er sich als Bastler und Erfinder, was auch einiges an Geld nötig macht. Als ihm sein Arbeitgeber ein Darlehen verweigert, weil sein Vater wegen Betrügereien im Gefängnis sitzt, kündigt er enttäuscht. Hugo will das nötige Geld anders auftreiben. Als ehemaliger Mitarbeiter der Bank kennt er die Geldtransporte zwischen Zürich und Genf, die mit dem Flugzeug durchgeführt werden.
Während eines Flugs gelingt es ihm, unbemerkt 3 Millionen Franken an sich zu bringen. Die Polizei ist ratlos. Er kleidet sich neu ein und steigt in einem Genfer Luxushotel ab, wo die reiche Oberschicht auf ihn aufmerksam wird. Ohne ihn wiederzuerkennen, stellt ihm Meissen seine Tochter Christine vor. Auf einer Atomkonferenz verwechselt Hugo seinen Geldkoffer mit der mit Geheimpapieren gefüllten Aktentasche der russischen Delegation. Es kommt zu einer Verfolgungsjagd, die auf einem Polizeiposten endet. Die Verwechslung wird aufgeklärt. Christine möchte Hugo wegen seines Mutes heiraten. Er schickt das Geld seiner Bank zurück, da er es nicht mehr braucht.

## Hintergrund
Nach dem Erfolg der Komödie Der Mustergatte taten sich Erwin C. Dietrich und Walter Roderer erneut für eine Filmproduktion zusammen. Von Anfang an war eine Verwertung in der Bundesrepublik vorgesehen, was die Verpflichtung mehrerer bekannter deutscher Schauspieler erforderlich machte. Bruno Ganz gab hier sein Leinwanddebüt.
Die Dreharbeiten dauerten von März bis April 1960. Die Kulissen der Innenszenen baute Nino Borghi im Filmstudio Salmen in Schlieren auf. In Genf, Cointrin, Kloten und Zürich wurden die Aussenaufnahmen gefilmt.
Der Film eröffnete am 21. Juli 1960 das 13. Internationale Filmfestival von Locarno. Am 19. August 1961 erfolgte der gleichzeitige Start in der Schweiz und in der Bundesrepublik. Im Genfer Kino Alhambra fand am 16. September 1960 die Erstaufführung der französischsprachigen Synchronfassung statt. Das Werk wurde auch in Österreich, Italien, Belgien, Luxemburg, Argentinien, Uruguay, Chile, Peru, Paraguay und Bolivien verliehen. Die Verfilmung erhielt von der Filmbewertungsstelle Wiesbaden das Prädikat «wertvoll».

## Kritiken
„Eine klug unterspielte ironische Komödie, die in ihrer Kritik an Wirtschaftswelt, Wirtschaftswundermentalität und Konformismus aber nur an der Oberfläche bleibt. Formal eine Aneinanderreihung unterhaltender Sketche, die zu keiner inszenatorischen Dichte finden.“